# Professional Golfers' Association of America
Pour les articles homonymes, voir PGA.
La Professional Golfers' Association (PGA) of America est une association de golfeurs professionnels aux États-Unis, fondée en 1916. Comprenant près de 29.000 membres, la PGA of America a pour mission d'établir et d'élever les standards de la profession et d'accroître l'intérêt et la participation au jeu de golf.
Elle est à l'origine du PGA Tour (États-Unis), un circuit de golf professionnel masculin. En 1968, le PGA Tour a été séparé de la PGA of America, pour former une organisation distincte chargée d'administrer les tournois de golf professionnels. Toutefois, la PGA of America continue d'organiser directement plusieurs tournois, parmi lesquels le Championnat de la PGA, le Championnat Senior de la PGA (en) et le LPGA Championship (féminin).
Le 4 décembre 2018, la PGA of America annonce son intention de transférer son siège de Palm Beach Gardens (Floride), vers un projet de développement à usage mixte de 600 acres à Frisco (Texas). Le site de Frisco compte deux terrains de golf : Fields Ranch East et Fields Ranch West.